# Британска окупација Фарских острва
Британска окупација Фарских острва у Другом светском рату, позната и као операција Валентин (енгл. Operation Valentine), спроведена је непосредно након инвазије Немачке на Данску и Норвешку.
У априлу 1940, Уједињено Краљевство је окупирало стратешки важна Фарска острва да би спречило немачку инвазију. Британске трупе су отишле са Фарских острва убрзо након завршетка рата.

## Окупација
У време окупације Фарска острва су имала статус АМТ Данске. Након инвазије Немачке на Данску и окупације Данске 9. априла 1940, британске снаге покренуле су операцију Валентин да би окупирале Фарска острва. 11. априла, Винстон Черчил - тада први Лорд Адмиралитета - најавио је Доњем дому да ће Фарска острва бити окурана: 
Такође смо у овом тренутку заузели Фарска острва која припадају Данској и која су стратешка тачка од велике важности и чији су људи показали сваку наклоност да нас приме с топлим поштовањем. Заштити ћемо Фарска острва од свих ратних страдања и тамо ћемо се утврдити, све док не дође тренутак када ће Фарска острва бити враћена Данској након ослобођења Данске од немачке агресије.
 Ово саопштење је емитовано на радију ББЦ .

## Догађаји
12. априла 1940. два разарача Краљевске морнарице стигла су у луку Торшавн. Након састанка Карла Агеома Хилберта (дански префект острва) и Кристианоа Дјурхусома (председник Фарског парламента, Лøгтинг), истог поподнева сазван је хитни састанак Лøгтинга. Припадници независности покушали су да прогласе независност Фарских острва од Краљевине Данске, али су били прегласани. Касније је објављено званично саопштење којим се најављује окупација и наређује ноћно замрањење у Торшавну и суседном Аргиру, цензура поште и телеграфа и забрана употребе моторних возила током ноћи без дозволе.
13. априла 1940, крстарица Краљевске морнарице ХМС Суфолк стигла у Торшавн. Пуковник Т.Б.В. Сандал (британски војни заповедник) и Фредерик Масон (нови британски конзул на Фарским острвима) тада су се састали са данским префектом. Префект Хилберт је тврдио да због окупације Данске није могао формално да представља данску владу. Уредно је прихватио британске услове на основу тога да Велика Британија неће настојати да се меша у унутрашње ствари острва. Лøгтинг је формално протестовао, иако је изразио жељу за пријатељским односима. Искрцано је 250 краљевских маринаца, да би их касније замениле друге британске трупе. Одржани су срдачни односи између британских снага и фарских власти. У мају су краљевске маринце заменили војници шкотског пука. Од 1944. године британски гарнизон је знатно смањен.
20. јуна 1940. године, пет бродова шведске морнарице стигло је на Фарска острва. Четири разарача (HSMS  Псиландер, Пуке, Ромулус и Ремус) који су били купљени из Италије и пети (Кастор) је био танкер преуређен у војну употребу. Британија је заплијенила све бродове под оружаном претњом и преместила их на Шетландска острва. Иако је Шведска била неутрална земља и није ратовала са Британијом, Британци су се плашили да ће је Немачка приграбити ако наставе према Шведској. Након политичких преговора Шведска је осигурала њихов повратак. Британска морнарица је скинула опрему са бродова и нанела штету бродовима, за шта је Британија касније дала накнаду.

## Последице
Фарска Острва претрпела су повремене нападе авиона Луфтваффе, али Немачка инвазија на Фарска острва никада није покушана. Постављање морских мина показало се као значајан проблем и резултирало губитком бројних рибарских бродова и њихових посада. Фарски рибарски бродови морали су да подигну фарску заставу и да на бокове бродова истакну натпис СВЕТИОНИЦИ, омогућавајући тако Краљевској морнарици да их идентификује као „пријатељске“.
Више од 200 фарских морнара изгубило је живот на мору током Другог светског рата. Споменик у њихов част подигнут је у градском парку Торшавн. Неколико фарских бродова су  потопљене од немачких подморница или плутајућих морских мина. Фарски рибарски бродови ловили су у мору у близини Исланда и око Фарских острва и свој улов су продавали у Великој Британији.
Да би спречили инфлацију данске круне, новчанице која је била у оптицају на острвима прештампали су је са знаком који указује на њихову ваљаност само на Фарским острвима. Фарска круна (технички данска круна на Фарским острвима) утврђена је на 22,4 ДК за 1 фунту стерлинг као новчаница за хитне случајеве, а фарске новчанице је касније штампао Брадбури Вилкинсон у Енглеској.
Током окупације, Лøгтинг је добио пуна законодавна овлашћења с обзиром на окупацију Данске. Иако је на исландском уставном референдуму 1944, Исланд постао независна република, Черчил је одбио подржати промену уставног статуса Фарских острва док је Данска још била окупирана. Након ослобађања Данске и завршетка Другог светског рата у Европи, окупација је прекинута у мају 1945. године, а последњи британски војници напустили су Фарска острва у септембру 1945.. Искуство ратне самоуправе је повратак предратном статусу амта (округа) постало нереално и непопуларно. Референдум о незабисности Фарских острва 1946. године довео је до локалне аутономије у данском царству 1948. године.

## Аеродром
Највећи опипљиви знак британског присуства је писта аеродрома Вагар. Једино узлетиште на Фарским острвима изградили су 1942–43 на острву Вагар краљевски инжењери под командом потпуковника Вилијама Е. Лоа. Већина британског особља на Фарским острвима била је смештена у Вагару, углавном радећи на изградњи аеродрома. Аеродром је након рата напуштен али је поново отворен као цивилни аеродром Вагар 1963. године.

## Фарска застава
Након окупације Данске од стране Немачке, британски Адмиралитет више није смео да подиже данску заставу фарским пловилима. Ово је било од великог значаја за рибарску флоту и за фарску економију.
Након интензивних разговора између британских окупационих власти, фарских власти и данског префекта, као и разговора између Министарства иностраних послова Уједињеног Краљевства и данске амбасаде у Лондону, британске власти су 25. априла 1940. признале заставу фарских острва - Merkið - као цивилну заставу Фарских Острва .

## Галерија
- Фарска марка 2005. године у знак сећања на пријатељске односе између британских војника и мештана.
- Британски морнарички топ, Скансин тврђава, Торсхавн
- Остаци британске касарне на Аеродром Вагар
- Фарска поштанска марка на којој је приказано Коча Ныггјаберг, која је потопљенљ 28. марта 1942
- Британско утврђење на Егјарнар близини Вагар у Судурои
- Британски бункери у Акрабергу, на најјужнијем делу Фарских острва
- Гроб Хаслера [г]

## Рефернце
1. ↑  Niels Juel Arge, Stríðsárini VI (The Years of War VI) Архивирано 2007-09-30 на сајту , at www.faroestamps.fo
2. ↑  Jacobsen, Óli (10. 11. 2010). „Sosialurin”. Faroes.
3. ↑  Faroe Islands Paper Money - British Protectorate, Faerøerne, 1.10.1940 Emergency Issues.Архивирано 2006-03-29 на сајту , article on Faroese currency during the British occupation
4. ↑  History of the Faroese flag Архивирано 1999-02-24 на сајту , Flags of the World
5. ↑  BBC.co.uk - WW2 People's War: Sole Survivor (about the surviving crew member of the plane crash), 30 December 2005